# Länsväg 261
De Zweedse weg 261 (Zweeds: Länsväg 261) is een provinciale weg in de provincie Stockholms län in Zweden en is circa 10 kilometer lang. De weg verbindt Stockholm met het eiland Ekerö.

## Plaatsen langs de weg
- Stockholm
  - Bromma
- Drottningholm
- Ekerö

## Knooppunten
- Länsväg 275 bij Stockholm (begin)